# Глибочок (Новогуйвинська селищна громада)
Глибочо́к — село в Україні, у Новогуйвинській селищній територіальній громаді Житомирського району Житомирської області. Чисельність населення становить 570 осіб (2001). У 1923—2020 роках — адміністративний центр колишньої однойменної сільської ради.

## Загальна інформація
Розташоване за 45 км від обласного та районного центру міста Житомир і залізничної станції Житомир.

## Населення
За довідником 1885 року в селі мешкала 271 особа, налічувалося 36 дворових господарств, наприкінці 19 століття — 404 жителі, дворів — 61.
Відповідно до результатів перепису населення Російської імперії 1897 року, загальна кількість мешканців становила 496 осіб, з них: православних — 450, чоловіків — 239, жінок — 237.
У 1906 році в селі проживало 516 мешканців, дворів — 96, у 1923 році — 1 297 мешканців, дворів — 264.
На початок 1970-х років село мало 282 двори із населенням 870 осіб.
Відповідно до результатів перепису населення СРСР, кількість населення станом на 12 січня 1989 року становила 605 осіб. Станом на 5 грудня 2001 року, відповідно до перепису населення України, кількість мешканців села становила 570 осіб.

## Історія
На території села виявлено залишки поселення та кургани «бронзової доби». Село вперше згадується у 1650 році. Засноване на троянівських землях, у 1650 році належало Станіславові Скажинському, який сплачував від 5 димів. Згодом володіли Вороничі, від яких село забрав князь Заславський, власник П'ятки після Острозьких. Внаслідок «кольбушівської трансакції», у 1753 році село дісталося Вікторові Іллінському. Згадується у люстрації Київського воєводства 1754 року, перебувало в посесії Ґарлінського, який вносив подимне від 42 дворів. Близько 1820 року належало Фрайбінгові, зять котрого переселив сюди 60 розкольників із Каліської губернії. Згодом володіли Обермани, потім Еразм Потоцький, який збудував тут будинок, започаткував город і парк.
За довідником 1885 року — колишнє поміщицьке село П'ятківської волості Житомирського повіту Волинської губернії. Були церковна парафія, заїзд.
Наприкінці 19 століття — село П'ятківської волості Житомирського повіту Волинської губернії. Розміщувалося на річці Глибочок, за 35 верст від Житомира, за 18 верст від найближчої поштової станції в Чуднові, за 15 верст від найближчих залізничних станцій Вільшанка та Демчин, за 10 верст від волосного центру с. П'ятка. Маєток вдови відставного корнета Варвари Буратової. Дерев'яну церкву на кам'яному підмурівку, з такою ж дзвіницею, збудовано у 1865 році за кошти скарбниці. Землі при церкві близько 58 десятин, піщана. З 1884 року в с. Крута діяла церковно-парафіяльна школа. Парафія належала до 3 благочинного округу Житомирського повіту. Дворів 73, вірян 523 особи обох статей, старообрядців 36 осіб, римокатоликів 56 осіб. Сусідні парафії: П'ятка (10 верст), Турчинівка (10 верст).
У 1906 році — село П'ятківської волості (3-го стану) Житомирського повіту Волинської губернії. Відстань до губернського центру, м. Житомир, становила 35 верст, до волосного центру містечка П'ятка — 12 верст. Поштове відділення — Чуднів-Волинський.
У 1923 році включене до складу новоствореної Глибочанської сільської ради, яка 7 березня 1923 року увійшла до складу новоутвореного Троянівського району Житомирської округи; адміністративний центр ради. Розміщувалося за 15 верст від районного центру міст. Троянів.
Село постраждало внаслідок Голодомору в Україні 1932—1933.
На фронтах Другої світової війни воювало 213 селян, 207 з них нагороджені орденами й медалями, 115 загинули. На їх честь встановлено пам'ятник.
В радянські часи в селі розміщувалася центральна садиба колгоспу, який обробляв 1,7 тис. га земель, в тому числі 1 тис. га — рілля. Господарство вирощувало зернові культури, картоплю, цукрові буряки, льон, розвивали м'ясо-молочне тваринництво. 34 колгоспники нагороджені орденами й медалями СРСР.
У селі були восьмирічна школа, будинок культури, дві бібліотеки, медпункт, відділення зв'язку.
28 листопада 1957 року, в складі сільської ради, передане до Житомирського району, 30 грудня 1962 року — до складу Бердичівського району, 4 січня 1965 року повернуте до складу відновленого Житомирського району Житомирської області.
12 червня 2020 року, відповідно до розпорядження Кабінету Міністрів України № 711-р «Про визначення адміністративних центрів та затвердження територій територіальних громад Житомирської області», територію та населені пункти Глибочанської сільської ради включено до складу Новогуйвинської селищної територіальної громади Житомирського району Житомирської області.
19 липня 2020 року, в результаті адміністративно-територіальної реформи та ліквідації Житомирського району (1939—2020), село увійшло до складу новоутвореного Житомирського району.

## Відомі люди
- Люлька Валерій Петрович (1962—2022) — український громадський діяч, військовослужбовець, учасник російсько-української війни.